# Oratemnus punctatus
Oratemnus punctatus är en spindeldjursart som först beskrevs av Ludwig Carl Christian Koch och Eugen von Keyserling 1885.  Oratemnus punctatus ingår i släktet Oratemnus och familjen Atemnidae. Inga underarter finns listade i Catalogue of Life.